# Heinz-Dietrich Doebner
Heinz-Dietrich Doebner (* 11. Mai 1931 in Berlin; † 4. Oktober 2022 in München) war ein deutscher Physiker.

## Leben
Nach der Promotion zum Dr. rer. nat. am 25. Juli 1962 an der FU Berlin bei Günther Ludwig und der Habilitation 1965 an der Universität Marburg wurde er 1969 ordentlicher Professor für Theoretische Physik an der TU Clausthal. Dort war er Direktor des Arnold-Sommerfeld-Institutes für Mathematische Methoden der Physik. 1999 trat er in den Ruhestand.
Am 21. Juli 1999 wurde ihm die Werner-Heisenberg-Medaille der Alexander-von-Humboldt-Stiftung verliehen.